# Edith Pechey
Edith Pechey (Langham, 7 ottobre 1845 – Folkestone, 14 aprile 1908) è stata un'attivista e medico britannica, una delle componenti delle sette di Edimburgo.

## Biografia

### Primi anni
Mary Edith Pechey è nata a Langham, da William Pechey, un ministro battista con un Master of Arts all'Università di Edimburgo e sua moglie Sarah (nata Rotton), figlia di un avvocato che, insolitamente per una donna della sua generazione, aveva studiato il greco. Dopo essere stata istruita dai suoi genitori, Edith ha lavorato come governante e insegnante fino al 1869. Lutzker nota che "Anche sua madre era competente in greco e altri studi ed entrambi i genitori possedevano - insieme alle loro menti anticonformiste - un profondo e serio amore per l'apprendimento. "

### La campagna per studiare medicina
Dopo che l'unica domanda di Sophia Jex-Blake per studiare medicina all'Università di Edimburgo fu respinta, pubblicizzò in The Scotsman affinché più donne si unissero a lei. La seconda lettera che ricevette fu da Edith Pechey. Nella sua lettera, Pechey ha scritto:
"Pensi che sia necessario qualcosa di più per garantire il successo piuttosto che capacità moderate e una buona dose di perseveranza? Credo di poter rivendicare questo, insieme a un vero amore per le materie di studio, ma per quanto riguarda una conoscenza approfondita di queste materie al momento, temo di esserne carente in molte ".
Nonostante le sue preoccupazioni, Edith Pechey divenne una delle sette di Edimburgo, le prime sette studententesse universitarie fra tutte le università britanniche ( Mary Anderson, Emily Bovell, Matilda Chaplin, Helen Evans, Sophia Jex-Blake e Isabel Thorne). Ha dimostrato la sua abilità accademica conseguendo con il massimo dei voti l'esame di chimica nel suo primo anno di studio. Ciò la rese idonea a ricevere una borsa di studio Hope.

### La borsa di studio Hope
Quarant'anni prima, il professor Hope, allora professore di chimica, aveva istituito premi annuali noti come borse di studio Hope. I quattro studenti che hanno conseguito il massimo dei voti sostenendo per la prima volta l'esame di primo grado in chimica dovevano ottenere il libero utilizzo delle strutture del laboratorio universitario durante il prossimo mandato. Edith Pechey si classificò al primo posto in questo gruppo e quindi per la prima volta poté richiedere una borsa di studio Hope.
Crum Brown, il professore di chimica, temeva che l'assegnazione della borsa di studio a una donna avrebbe provocato un contraccolpo da parte degli studenti maschi, che erano diventati sempre più ostili quando hanno visto che le donne erano in grado di superarli negli esami competitivi. Aveva anche notato che, con il passare del tempo, molti dei suoi rispettati colleghi della facoltà di medicina iniziarono a esprimere risentimento per la presenza di donne all'università.
Ha quindi deciso di assegnare le borse di studio a studenti di sesso maschile che hanno conseguito voti inferiori rispetto a Pechey. Il motivo citato era "che le donne non fanno parte della classe universitaria, perché sono insegnate separatamente."

### Ricorso al Senato e alle "etichette di marmellata di fragole"
Avendo usato la questione delle classi separate come motivo per non assegnare la borsa di studio a Pechey, Crum Brown non si sentì in grado di rilasciare alle donne i soliti certificati di frequenza alle sue lezioni di chimica. Invece ha dato loro il merito di aver frequentato una lezione da "donna" all'università. Solo i certificati standard soddisfacevano i requisiti della Facoltà per la laurea in medicina; le etichette alla marmellata di fragole del professore, come le ha soprannominate Sophia Jex-Blake, erano inutili.
Le donne hanno fatto appello al Senato accademico. Edith Pechey dichiarò la sua richiesta di borsa di studio e le altre donne chiesero di ottenere i certificati standard per le loro lezioni di chimica. Il Senato si riunì il 9 aprile 1870 e, dopo alcuni dibattiti, decise a favore delle donne sui certificati, ma contro di loro sulla borsa di studio Hope.

### La campagna di Edimburgo ottiene l'attenzione nazionale
L'episodio della borsa di studio Hope ebbe importanti conseguenze. La pubblicità che è stata data sui giornali di tutta la Gran Bretagna ha attirato l'attenzione del pubblico sulle difficoltà incontrate da un piccolo gruppo di donne che studiavano medicina all'Università di Edimburgo. Quasi tutti erano favorevoli alla causa delle donne.
The Times ha scritto:
The Spectator aveva scritto satiricamente:

### Primi anni come medico
Nel 1873 le donne dovettero rinunciare alla lotta per laurearsi a Edimburgo. Uno dei prossimi passi di Pechey è stato scrivere al College of Physicians in Irlanda per chiederle di lasciarle sostenere esami che le portassero una licenza in ostetrica. Ha lavorato per un certo periodo a Birmingham e al Midland Hospital for Women, apparentemente sulla base delle sue testimonianze e studi di successo, nonostante la mancanza di una qualifica ufficiale. Successivamente andò all'Università di Berna, superò gli esami di medicina in tedesco alla fine di gennaio 1877 e ottenne un dottorato con una tesi "Sulle cause costituzionali del catarro uterino". Proprio in quel momento il college irlandese decise di autorizzare le donne dottoresse e Pechey superò gli esami a Dublino a maggio.
Durante i successivi sei anni Pechey praticò la medicina a Leeds, coinvolgendosi nell'educazione alla salute delle donne e tenendo lezioni su una serie di argomenti medici, tra cui l'assistenza infermieristica. È stata invitata a tenere il discorso inaugurale all'apertura della London School of Medicine for Women. In parte in reazione all'esclusione delle donne da parte del Congresso medico internazionale istituì la Federazione delle donne mediche in Inghilterra e nel 1882 fu eletta presidente. George A. Kittredge un uomo d'affari americano a Bombay aveva istituito un fondo, "donne mediche per l'India", che intendeva portare donne dottore dall'Inghilterra a lavorare in India dove i dottori maschi non potevano visitare le donne. Kittredge era alla ricerca di medici idonei e Elizabeth Garrett Anderson ha suggerito che Pechey potrebbe essere interessato e le ha scritto sull'idea di lavorare a Bombay (ora Mumbai) ed essere un ufficiale medico senior del Cama Hospital for Women and Children. Kittredge incontrò successivamente Pechey a Parigi nel 1883 e suggerì che sarebbe stata l'ideale per la carica di Senior Medical Officer in un nuovo ospedale che era stato progettato da P.H. Cama, filantropo parsi di Bombay.

### In India
Arrivata il 12 dicembre 1883 a Bombay, imparò velocemente l'hindi. Oltre al suo lavoro presso l'ospedale di Cama era responsabile del dispensario per donne Jaffer Sulleman e, dopo alcuni anni, riuscì ad avviare un programma di formazione per infermiere a Cama. Ha cercato di contrastare le tendenze a trattare le donne come inferiori dagli uomini, desiderando stabilire una parità di retribuzione per le lavoratrici mediche contemporaneamente alla campagna per una più ampia riforma sociale; ha anche fatto una campagna contro il matrimonio infantile. Ha tenuto spesso conferenze sull'istruzione e la formazione delle donne ed è stata coinvolta con l'istituto educativo delle ragazze native di Alexandra. Varie prestigiose istituzioni la invitarono a diventare la prima donna membro, tra cui il senato dell'Università di Bombay e la Società Asiatica Reale.
Poco dopo essere arrivata in India si unì a diverse società istruite a Bombay. È diventata membro della Royal Asiatic Society of Bombay dove ha incontrato Herbert Musgrave Phipson (1849-1936), un riformatore, un commerciante di vino e un segretario fondatore della Bombay Natural History Society e del fondo "donne mediche per l'India". Nel 1888 faceva parte del comitato direttivo della Bombay Natural History Society. Sposò Phipson nel marzo 1889 e in seguito usò il cognome Pechey-Phipson. Cinque anni dopo per colpa del diabete e della cattiva salute dovette rinunciare al lavoro in ospedale, ma fu in grado di continuare per qualche tempo con la sua pratica privata al servizio dell'élite di Bombay. Nel 1896 quando la peste bubbonica colpì la città, partecipò alle misure di sanità pubblica e le critiche mosse al modo in cui la crisi fu gestita si dimostrarono influenti nella gestione di un focolaio di colera. Ha anche contribuito a sponsorizzare un'istruzione avanzata per Rukhmabai, che è diventata una delle prime donne indiane a praticare la medicina.

### Anni successivi
Pechey-Phipson e suo marito tornarono in Inghilterra nel 1905 e presto fu coinvolta nel movimento a favore del suffragio femminile, in rappresentanza delle suffragette di Leeds in un Alleanza internazionale del suffragio femminile a Copenaghen nel 1906. Era in prima linea nella dimostrazione Mud March organizzata dalla Unione nazionale delle società del suffragio femminile nel 1907, ma si stava ammalando e si sottoponette al trattamento necessario per il cancro al seno. Il suo chirurgo era May Thorne, figlia dell'amica studentessa di Pechey-Phipson Isabel Thorne.
Morì di cancro mentre era in coma diabetico il 14 aprile 1908 nella sua casa di Folkestone, nel Kent. Suo marito ha istituito una borsa di studio presso la London School of Medicine for Women a nome di Edith, che è stata concessa regolarmente fino al 1948. In India, il suo nome è continuato fino al 1964 presso il sanatorio Pechey-Phipson per donne e bambini a Nasik, Maharashtra.

## Riconoscimenti
Le sette di Edimburgo hanno ricevuto il postumo MBChB presso la Sala McEwan Università di Edimburgo sabato 6 luglio 2019. I titoli sono stati raccolti per conto di un gruppo di studenti presso l'Edinburgh Medical School. La laurea è stata la prima di una serie di eventi universitari pianificati dall'Università di Edimburgo per commemorare i risultati e il significato delle sette di Edimburgo.